# Vîșneve (Rozkvit), Berezivka
Vîșneve (în ucraineană Вишневе) este un sat în comunei Rozkvit din raionul Berezivka, regiunea Odesa, Ucraina. Anterior a purtat denumirea Cervonîi Ahronom.

## Demografie
Componența lingvistică a localității Vîșneve
     Ucraineană (86,06%)
     Rusă (10,91%)
     Română (3,03%)
Conform recensământului din 2001, majoritatea populației localității Vîșneve era vorbitoare de ucraineană (86,06%), existând în minoritate și vorbitori de rusă (10,91%) și română (3,03%).